# Danh Vō
Danh Vō (né en 1975)  est un artiste conceptuel danois. Il vit et travaille à Berlin et à Mexico,.

## Enfance et éducation
Danh Vō (prononcé yon voh) est né à Bà Rịa, au Vietnam en août 1975. Après la victoire des communistes et la chute de Saïgon, la famille Vo est arrivée sur l'île de Phú Quốc, comme 20 000 autres Sud-Vietnamiens: en 1979, alors qu'il avait 4 ans, sa famille a fui le Vietnam dans une barque et a été sauvée en mer par un cargo appartenant à la compagnie maritime danoise Maersk. Sa famille est ensuite arrivée au Danemark. Leur assimilation dans la culture européenne et les événements qui ont conduit à leur fuite du Vietnam se reflètent dans l'art de Vō, qui juxtapose la grande histoire et l'histoire personnelle. Lorsque Danh Vo et sa famille ont été enregistrés par les autorités danoises, le nom de famille Vo a été placé en dernier. Son deuxième nom, Trung, a été enregistré comme son prénom. 
Vō a déménagé à Berlin en 2005, après avoir terminé ses études à l'École Städel de Francfort, où il est allé après avoir arrêté la peinture à l'Académie royale des beaux-arts du Danemark à Copenhague .Il a effectué des résidences à la Villa Aurora à Los Angeles (2006) et à la Kadist Art Foundation à Paris (2009). Il vit à Berlin et à Mexico.

## Œuvre

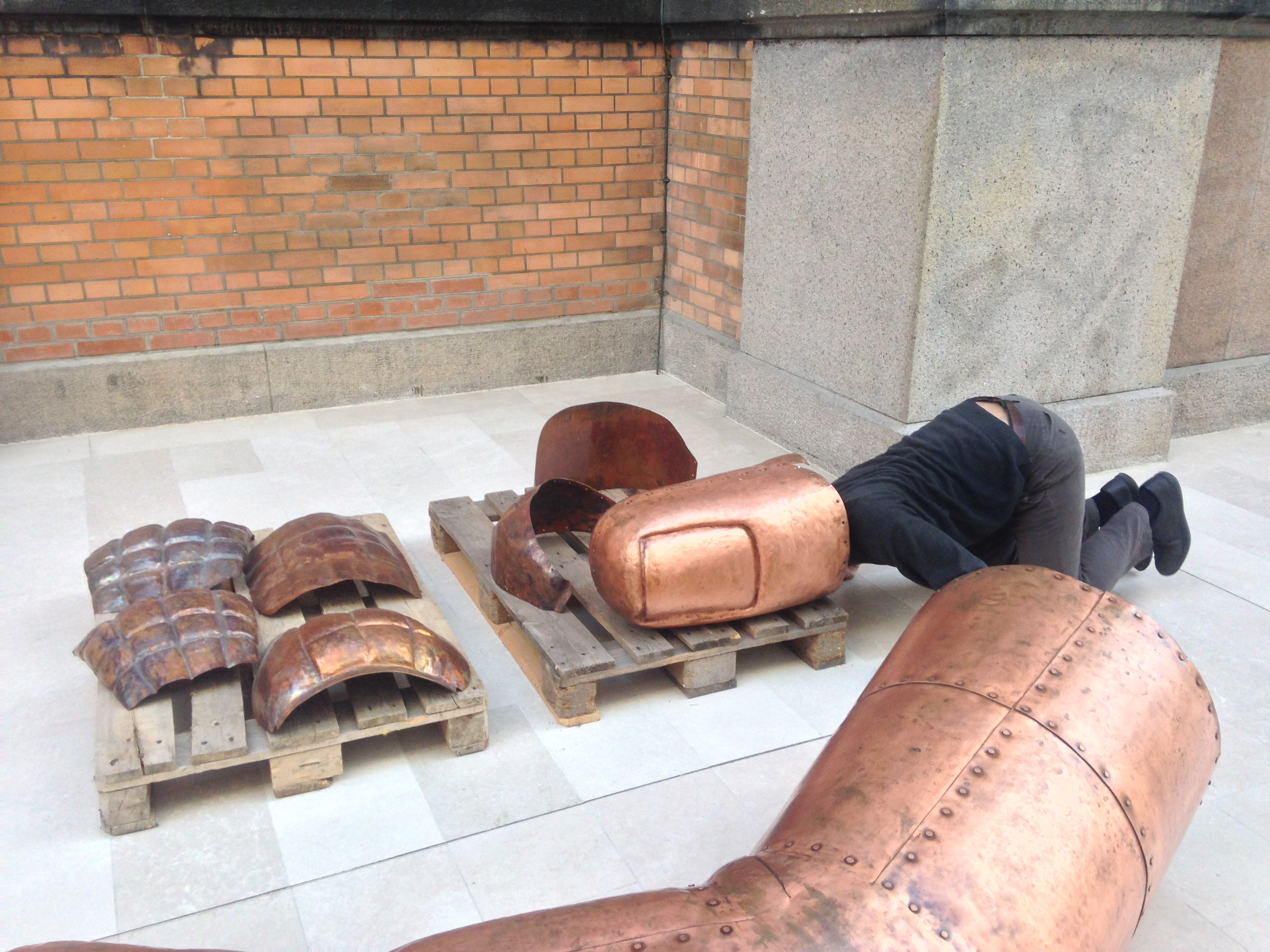
Vue de l'nstallation "We The People", 2010-2013, à la National Gallery of Denmark en 2013.

Les installations de Vo, composées de documents, de photos et d'appropriations d'œuvres d'autres artistes, abordent souvent les questions d'identité et d'appartenance.  
L'œuvre conceptuelle Vo Rosasco Rasmussen (2002–) adresse le mariage et le divorce immédiat de l'artiste avec une liste croissante de personnes importantes dans sa vie; après chaque mariage, Vō conserve le nom de famille de son ex-épouse. Son nom officiel est maintenant Trung Ky Danh Vo Rosaco Rasmussen. 
Oma Totem (2009), une sculpture faite de l'empilement des cadeaux de bienvenue de sa grand-mère lors de son arrivée en Allemagne dans les années 1980, montre entre autres sa télévision, sa machine à laver et son réfrigérateur (orné de son propre crucifix ). 
Pour 2.02.1861 (2009–), l'artiste demande à son père Phung Vo de transcrire la dernière correspondance de Saint Théophane Vénard avec son père avant d'être décapité en 1861 dans le Vietnam natal de Vo; bien que plusieurs copies de cette lettre existent (1200 en 2017), leur nombre total ne pourra être établi qu'à la mort de Phung Vo,. 
Dans Autoerotic Asphyxiation (2010), Vō présente les photos documentaires de jeunes hommes asiatiques prises par Joseph Carrier, un anthropologue américain spécialiste de la contre-insurrection qui a travaillé au Vietnam pour la RAND Corporation de 1962 à 1973. Pendant son séjour au Vietnam, Carrier a documenté les interactions occasionnelles qu'il a observées, intimes sans nécessairement être homoérotiques, entre les hommes du pays; il ainsi produit une archive photographique importante, qu'il a léguée à Danh Vō. 
Pour le projet We the People, créé entre 2010 et 2012, Vo a fait appel à un fabricant de Shanghai pour faire une statue de la Liberté grandeur nature à partir de 30 tonnes de feuilles de cuivre,. De mi-mai à début décembre 2014, We the People a été montré à New York sous les auspices du Public Art Fund, avec des pièces partagées entre City Hall Park dans le Lower Manhattan et Brooklyn Bridge Park dans l'arrondissement de Brooklyn,. Alors que l'œuvre était en cours d'installation dans le parc de la mairie, quelques-unes de ses pièces, des répliques des maillons de la chaîne aux pieds de la statue de la Liberté originale, ont été volés. 
Pour une exposition en 2013 au Musée Solomon R. Guggenheim, Vo a conçu un hommage à l'artiste Martin Wong . L'installation se compose de près de 4000 œuvres d'art et objets, souvent petits qui appartenaient autrefois à Wong, entassés dans une galerie spécialement conçue bordée d'étagères en contreplaqué stratifié. L’intitulé de l'exposition - I am you and you are too - a figuré sur les cartes de visite de Wong et sur des timbres
Une autre exposition de 2013 à la Marian Goodman Gallery de New York portait sur les effets personnels de Robert McNamara, le défunt secrétaire américain à la Défense, architecte de la Guerre du Viêt Nam. Cherchant à ouvrir un dialogue sur les histoires partagées et privées, Vō a exposé ou modifié 14 objets acquis lors d'une vente aux enchères de Sotheby's, dont le stylo utilisé pour signer le mémo des Incidents du golfe du Tonkin et une photographie d'Ansel Adams de 1944.

## Prix
Vō a remporté le prix Hugo Boss 2012, le BlauOrange Kunstpreis de la Bundesverband der Deutschen Volksbanken und Raiffeisenbanken de Berlin en 2007 et a été nommé pour le Preis der Nationalgalerie für junge Kunst en 2009.

### Procès en 2015
En 2014, l'homme d'affaires et collectionneur néerlandais Bert Kreuk a intenté un procès contre Vō, alléguant que l'artiste avait accepté en janvier 2013 de produire une ou plusieurs œuvres nouvelles pour l'exposition de Kreuk, Transforming the Known, au Musée d'Art de La Haye, et que son travail serait ensuite acquis par le collectionneur. Avant l'ouverture de l'exposition en juin 2013, Vō a envoyé une œuvre préexistante, Fiat Veritas (2013), une boîte en carton marquée à la feuille d'or. Cependant, Kreuk a déclaré que l'accord avait été pour Vō de créer une nouvelle œuvre pour sa collection, similaire aux séries à grande échelle Budweiser et American Flag. En juin 2015, un tribunal de Rotterdam a confirmé la légitimité de la plainte de Kreuk et a ordonné à l'artiste de créer une nouvelle œuvre d'art pour le collectionneur dans un délai d'un an. En juillet 2015, Vō a proposé de répondre à la décision du tribunal en produisant une œuvre murale, aussi grande que Kreuk le souhaitait, avec le texte "Shove it up your ass, you fagot",; par la suite, les avocats ont conclu un règlement à l'amiable et le collectionneur a retiré sa plainte.

## Expositions personnelles
- Danh Vo, Galerie Chantal Crousel, 2021[22]